# 루비 디

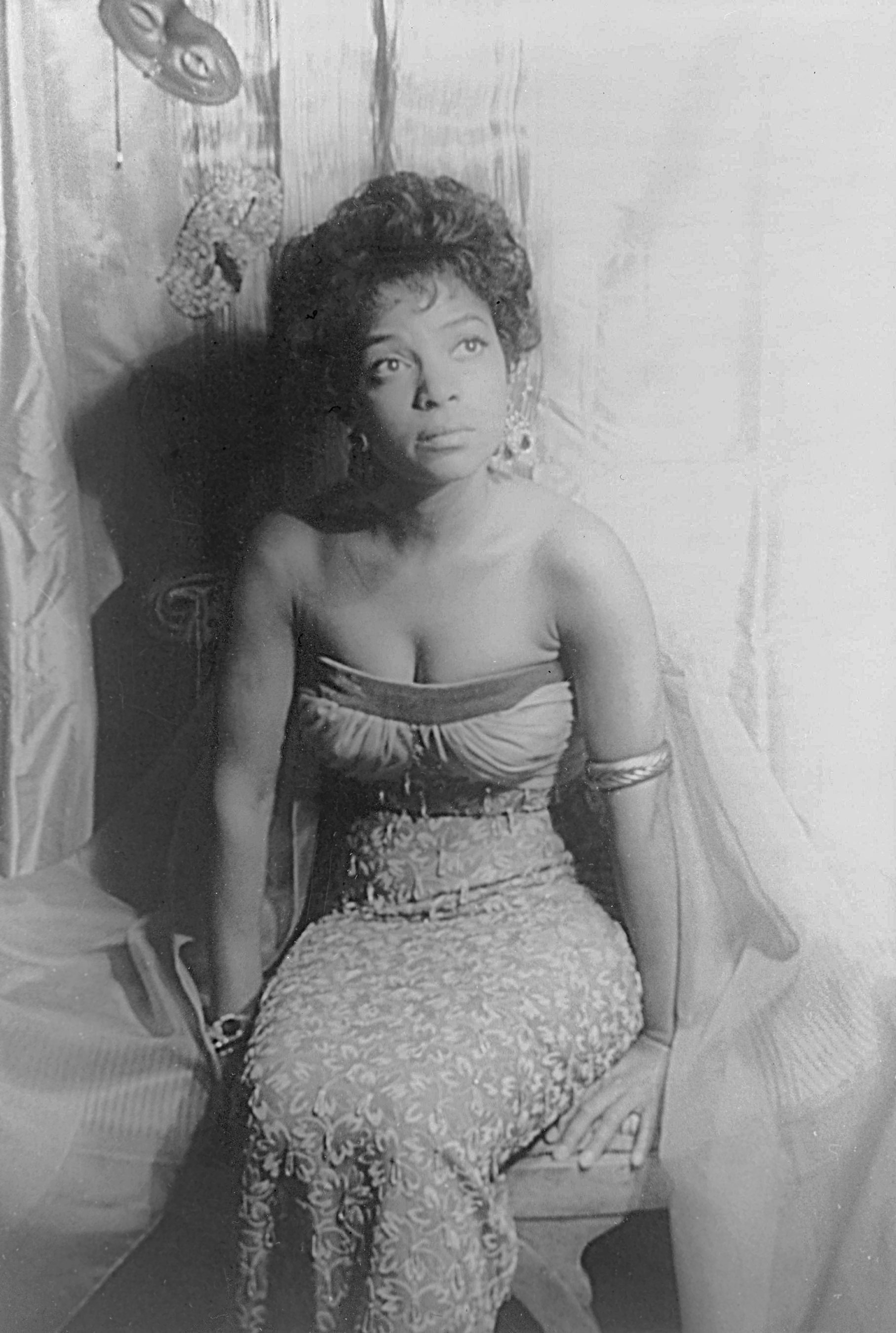
1962년 칼 밴벡턴이 촬영한 루비 디

루비 디(Ruby Dee, 1924년 10월 27일 ~ 2014년 6월 11일)는 미국의 배우, 시인, 극작가, 영화 각본가, 언론인, 민권운동가이다. 남편 오시 데이비스와 자주 함께 작업했으며, 부부가 같이 쓴 회고록 "With Ossie and Ruby: In This Life Together"의 오디오북으로 2007년 제49회 그래미상 낭독 앨범상을 공동 수상하였다. 영상과 무대 연기를 통해 프라임타임 에미상 여우주연상, 드라마 데스크상 연기상, 오비상 여우상, 미국 배우 조합상 여우조연상 등 유수한 상을 받았으며, 리들리 스콧의 전기 범죄 영화 《아메리칸 갱스터》(2007)에 출연하여 2008년 제80회 아카데미상 여우조연상 후보에 올랐다. 1988년 미국 극장 명예의 전당(American Theater Hall of Fame)에 헌액되었다.

## 출연 작품

### 영화
- 태양의 계절 (1961)
- 캣 피플 (1982)
- 밤으로의 긴 여로 (1982)
- 똑바로 살아라 (1989)
- 정글 피버 (1991)
- 함정 (1995)
- 미스터 앤 미시즈 러빙 (1996, Mr. and Mrs. Loving)
- 비아 리처즈 (2003) - 다큐멘터리
- 아메리칸 갱스터 (2007)
- 어 싸우전드 워즈 (2012)
- 1982 (2013)

### 텔레비전
- 가이딩 라이트 (1967)
- 세서미 스트리트 (1970)
- 더 골든 걸스 (1990)

### 연극
- 말괄량이 길들이기 (1965)
- 리어왕 (1965)
- 새 (1966)
- 오레스테이아 (1966)
- 상상병 환자 (1971)
- 햄릿 (1975)
- 유리동물원 (1989)

### 오디오북
- With Ossie and Ruby: In This Life Together (2006)